# TT359
La tumba tebana TT359 se ubica en Deir el-Medina, parte de las necrópolis tebanas, en la orilla oeste del Nilo, frente a Luxor. Es el sitio de entierro del antiguo egipcio Inherkau, que era Capataz del Señor de las Dos Tierras en el Sitio de la Verdad, durante los reinados de Ramsés III y Ramsés IV.
Inherkau también poseía otra tumba, la TT299. Fue Capataz del Señor de las Dos Tierras en el Sitio de la Verdad, y era hijo del igualmente titulado Capataz Huy. La esposa de Inherkau se llamaba Wab.
La cámara exterior de la tumba contiene escenas de ofrendas con Inherkau, su mujer y su hijo Kenna. Las escenas incluyen representaciones del Libro de las Puertas, el Libro de los Muertos, y dos filas de reyes, reinas y príncipes difuntos.

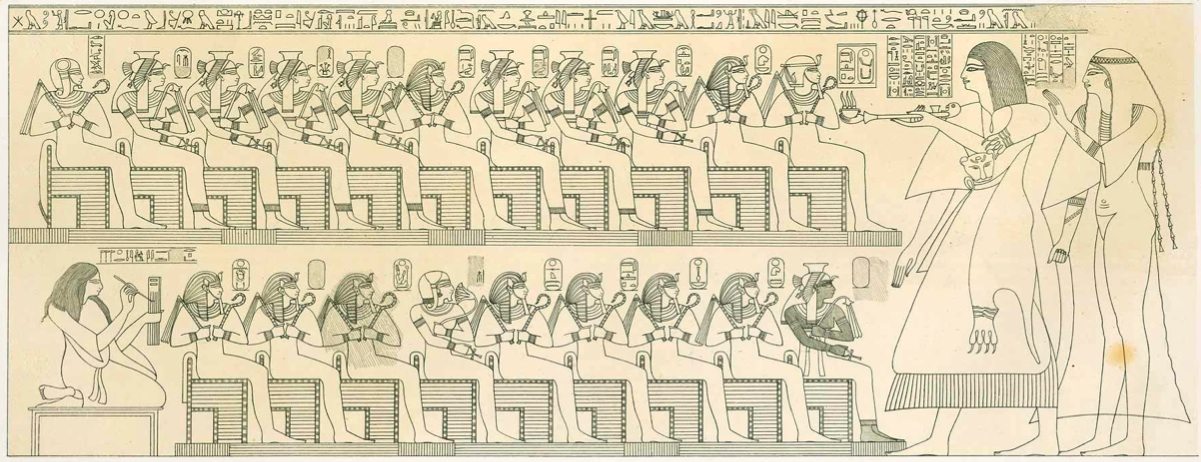
Inherkau y su mujer ante los Señores de Occidente, Lepsius Denkmahler. Fila superior, derecha a izquierda: Amenhotep I, Amosis I, Ahhotep I, Ahmose-Meritamón, Sitamón, Siamun?, Ahmose-Hentimehu, Ahmose-Tumerisy, Ahmose-Nebetta, Ahmés Sapair; fila inferior, derecha a izquierda: Ahmose-Nefertari, Ramsés I, Mentuhotep II, Amenhotep II, Seqenenra Taa, Ramose?, Ramsés IV, ?, Tutmosis I.

En las escenas de la cámara interior se incluyen Inherkau y su hijo Harmin. El cuarto también contiene una escena en torno a la puerta describiendo a Ahmose-Nefertari y Amenhotep I (Museo de Berlín 2060-1). Otros elementos de la tumba incluyen una estela ahora en el Instituto Oriental en Chicago (núm. 403) y un sarcófago probablemente perteneciente a la esposa de Inherkau.

## Galería

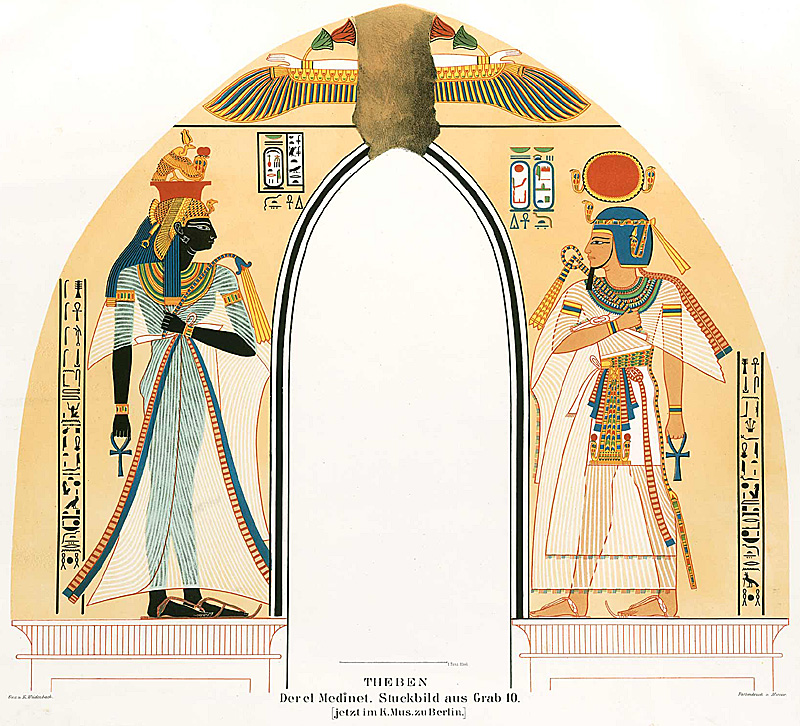
Fresco alrededor de la puerta de TT 359 mostrando a los divinizados Ahmose-Nefertari y Amenhotep I
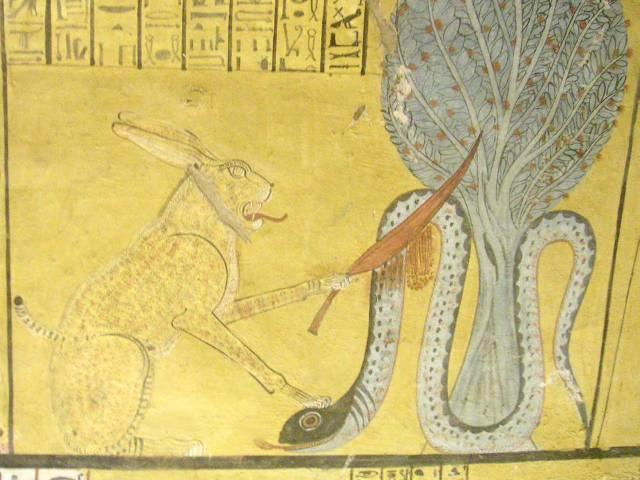
Ra como el gato de Heliópolis que ataca a Apofis
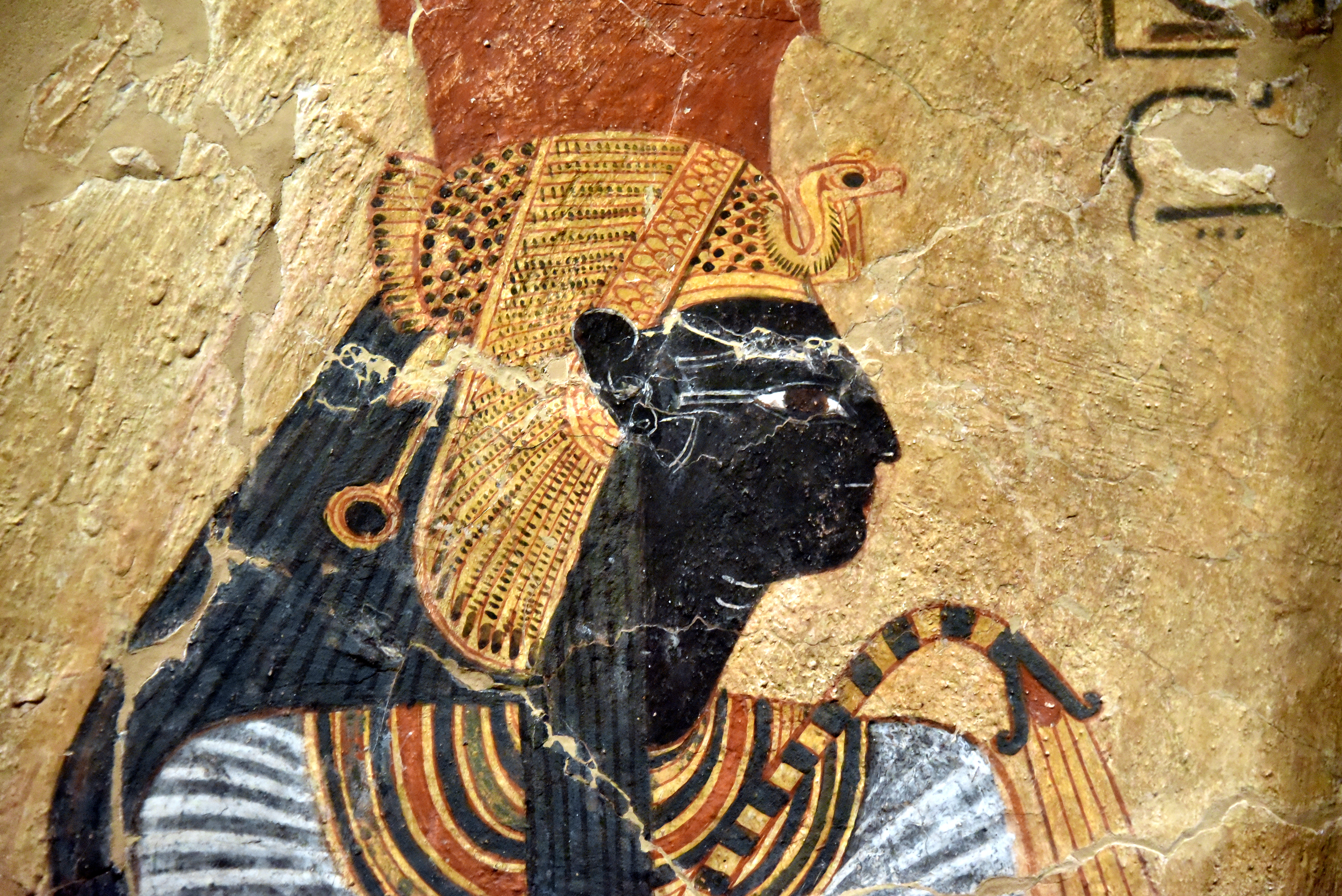
Representación de la reina deificada Ahmose-Nefertari. Desde la tumba TT359, Neues Museum, Berlín
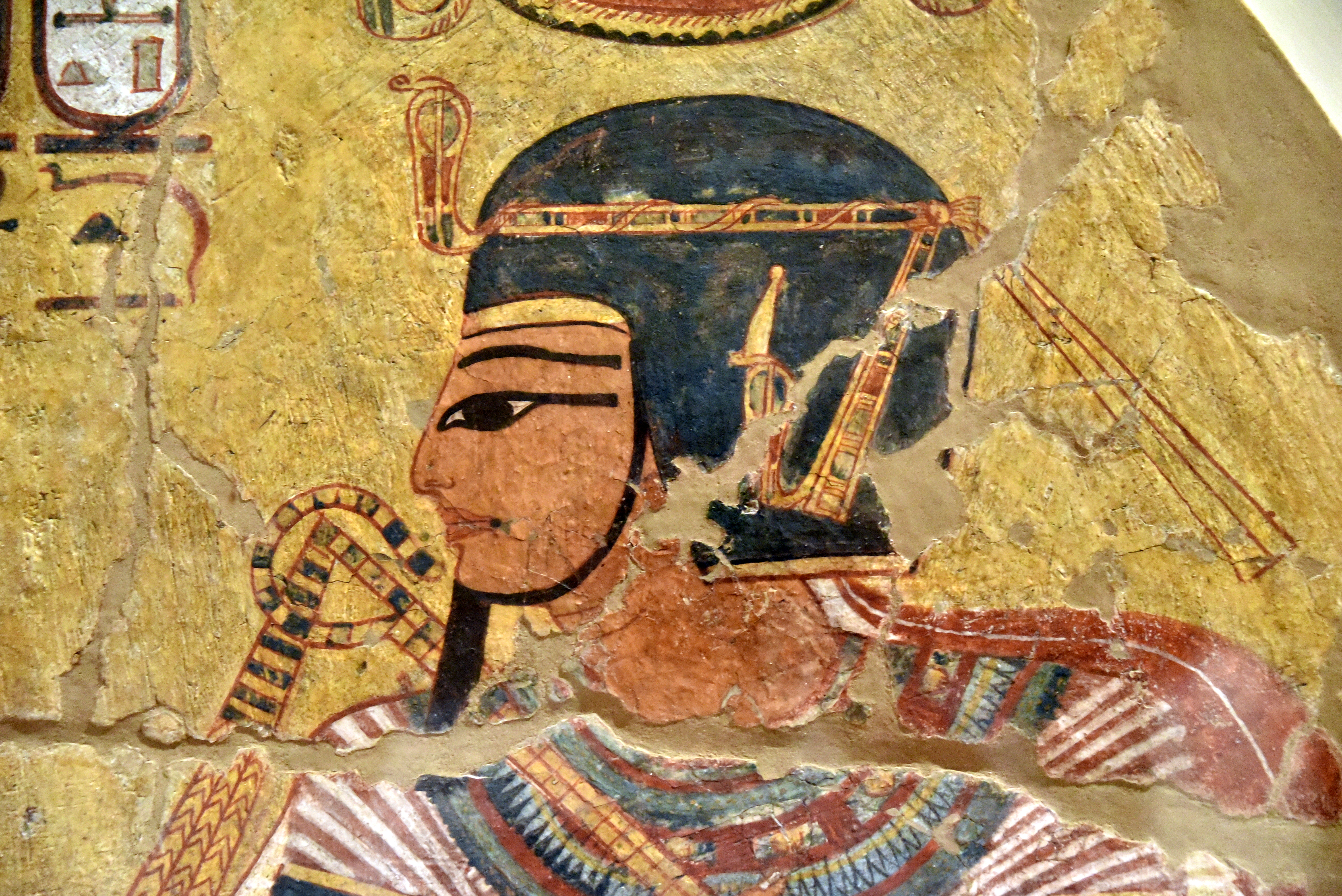
Representación del deificado Amenhotep I. Desde la tumba TT359, Museo Neues, Berlín.